# Anton Absenger

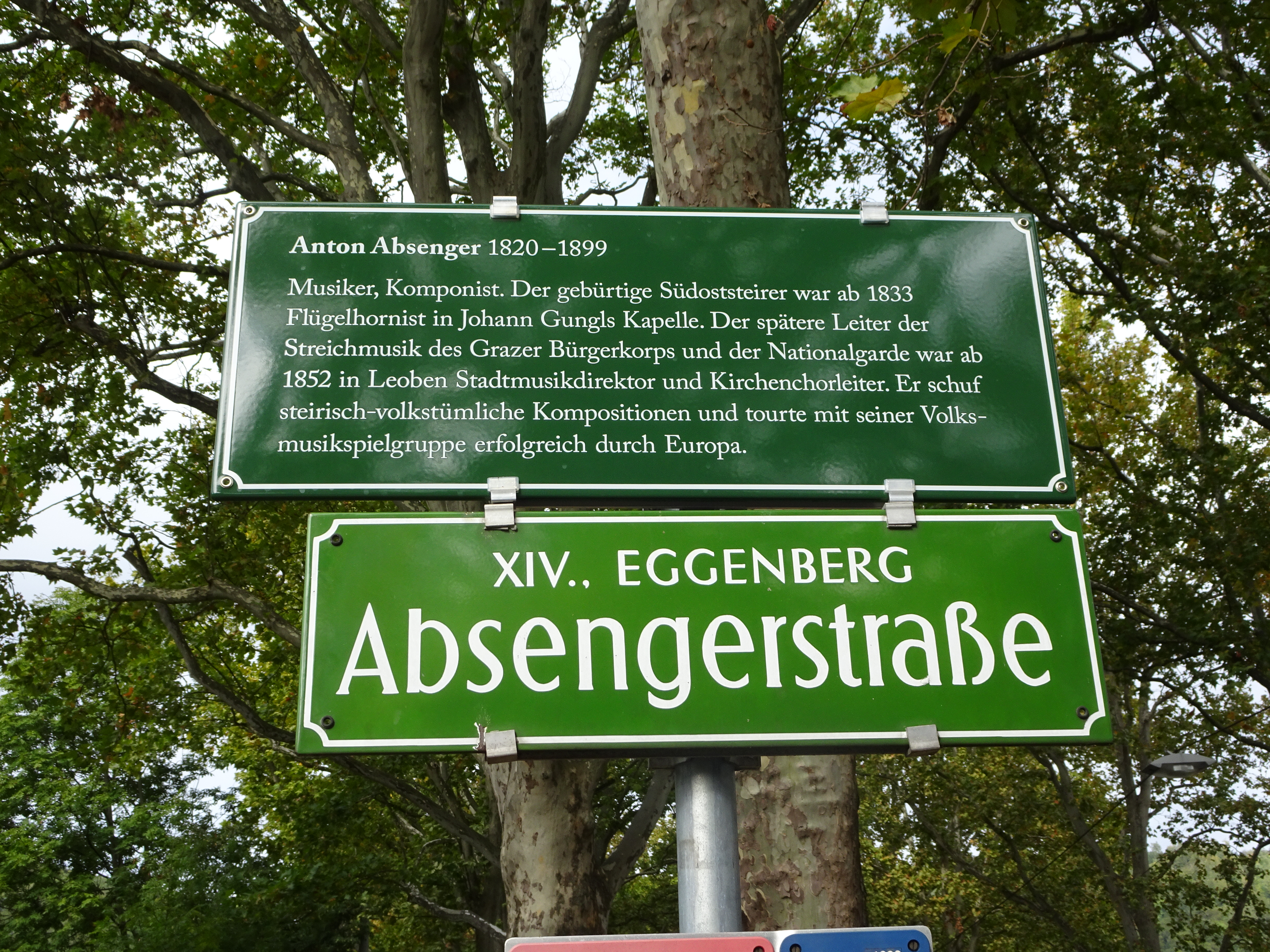
Absengerstraße in Graz

Anton Absenger (* 18. Juni 1820 in Zerlach; † 17. Dezember 1899 in Graz) war ein österreichischer Komponist volkstümlicher Lieder.

## Leben
Anton Absenger wuchs in einer kinderreichen Bauernfamilie in der Oststeiermark auf. Schon früh erhielt er Unterricht auf der Violine und dem Flügelhorn. Im Alter von dreiundzwanzig spielte er als Flügelhornist in der Kapelle Johann Gungls. Mit dieser machte er eine ausgedehnte Konzertreise. Von Graz gelangte er über München, Nürnberg und Frankfurt am Main zunächst nach Köln. Von da ging es über Berlin, Danzig, Königsberg und Riga bis nach St. Petersburg und  über Hamburg, Dresden und Prag wieder zurück nach Wien.  Auf dieser Reise sammelte er reichlich Erfahrung. In Graz leitete er die Streichgruppe des Bürgercorps und der Nationalgarde. Bei August Svoboda  (1795–1863) studierte er Harmonielehre und Kontrapunkt.
1852 ging er als letzter Türmermeister nach Leoben. Mit diesem Amt war auch das Amt des Stadtmusikdirektors verbunden. Dieser war auch für den Dienst als Regens chori an den drei dortigen Kirchen wie St. Xaver zuständig. Er gründete eine Musikschule, aus der eine Knabenkapelle hervorging. Die Mitglieder der Kapelle waren im Alter von 8 bis 16 Jahren, spielten vorwiegend Blechblasinstrumente und traten in steirischer Tracht auf. 1855 konzertierte er mit ihr erfolgreich in Graz. Des Weiteren leitete er den Männergesangverein Leoben und war als Musiklehrer am Gymnasium tätig.   Mit J. Lorenz und K. Kraushofer gründete er eine Volksmusikspielgruppe. Ausgedehnte Konzertreisen führten ihn mit dieser Gruppe nach München, Mannheim und Paris.  1865 spielten sie vor Kaiser Franz Joseph I. im Schloss Schönbrunn. Bei dieser Gelegenheit erhielt er die K. und k. goldene Medaille für Kunst und Wissenschaft. Nach dem J. Lorenz gestorben war, löste sich die Gruppe auf. Absenger ging aber mit seinen Kindern weiter auf Konzertreisen. Dies verbreitete zwar die steirische Musik in Europa, seine eigentlichen Ämter in Leoben vernachlässigte er aber dadurch. 1883 wurde er ohne Pension entlassen. Er erhielt nur eine Abfertigung von 300 Gulden. Absenger war der letzte der die Ämter des Stadtmusikdirektors und des Regens Chori in Leoben auf sich vereinigte und der letzte Türmermeister. Absenger war von nun an freier Künstler und war später immer mehr auf Unterstützung und Spenden seiner Freunde und Verehrer angewiesen.
Er ist auf dem Friedhof St. Leonhard in Graz begraben. In Graz ist die Absengerstraße nach ihm benannt. 1951 wurde auch in Leoben eine Gasse nach ihm benannt.

## Werke (Auswahl)
Anton Absenger komponierte neben zahlreichen Liedern und Märschen auch Kirchenmusik. Darunter befinden sich sechs Vertonungen des Tantum ergo und weitere Chöre. Zahlreiche Werke für Blasorchester sind in seinem Nachlass überliefert.  Er komponierte Werke für Blas- und Salonkapellen, häufig mit Flügelhorn als Soloinstrument. Weiter komponierte er Tänze für Klavier und volkstümliche Lieder. Seine Kompositionen gingen vielfach in die mündliche Tradition ein und sind zu Volksliedern geworden, wie 's Kohlröserl. Einige seiner Kompositionen verwenden Gedichte seiner Tochter Marie Absenger.
- Glückssterne, Walzer, op. 41
- Steirische Tänze für Klavier zu vier Händen, op. 42
- Steirische Tänze für Klavier zu vier Händen, op. 49
- Leobner Schottisch, op. 106
- Abschied vom Diandle, Drei steirische Volkslieder für Männerchor op. 120, 1870[8]
- ´s Kohlröserl, Jodler. op. 126. Incipit: Hoch auf der olm, do steht a bleamerl so herzig kloan. Publiziert in: Aus'n Steiraland'l – 24 Lieder für Gesang, Gitarre und Harmonika[9]
- Erinnerungen an Paris, Tonstück für Klavier op. 142
- Fünf steirische Lieder, op. 146
- Auf den Höh’n, op. 150 Steirisches Lied für Singstimme und Klavier, Text: Marie Absenger, Incipit: Horcht ! Wie es lieblich tönt, 1875[10]
- Leobner Feuerwehrmarsch für Klavier, op. 155
- Kronprinz-Rudolf-Marsch für Klavier, op. 160
- ´s Edelweiß, op. 165
- ´s Alpenglüh’n, op. 166
- Herent’n und drunten, Lied, op. 168
- ´s Schneeglöckerl, op. 171 Steirisches Lied für Singstimme und Klavier, Text: Marie Absenger, Incipit: Auf uns’re Wies’n neb’ an Wald, 1875[10]
- Steirischer Alpenstrauß, op. 173
- Kaiser-Jubel-Marsch für Klavier, op. 175
- ´s Almlüfterl, op. 176 Incipt: Im Wald’l do drüb’n (Digitalisat beim IMSLP)
- Am Leopoldsteiner See, op. 177
- Tunner Marsch nach Studentenliedern für Klavier, op. 178
- Fallende Blätter, op. 180
- Leichtsinn, Polka-Mazurka für Klavier, op. 181
- ´s neue Diandl, op. 185
- d’ Gruaß aus der Hoamat, Steirisches Lied für Klavier, op. 190 Incipit: Grüss di Gott, ruf’n d’ Vögel’n
- Sehnsuchtsqualen, op. 191 Incipit: Sass oft stundenlange
- Rhododendron, Steirisches Lied für Klavier, op. 195
- Studentenleben, op. 199
- Vier Steyrische Lieder f
- ’s Enkerl, Steyrisches Lied für Singstimme und Klavier op. 200, Incipit: Bin jung g’west und lustig
- Die Olmdirn,  Steyrisches Lied für Singstimme und Klavier op. 202 Incipit: Mein Bua is a Schlangel
- Zwei Steyrerlieder op. 204
  - Nr. 1 Die Sennerin, Incipit: Am Berg ist’s so frisch
  - Nr. 2 Der Jagerbua, Incipit: Mein Vota hat g’sagt
- ´s Peterg’stamm,  Steyrisches Lied für Singstimme und Klavier op. 206  Incipit: Wann’s Peterg’stamm blüaht’
- Die Verlobten,  Steyrisches Lied für Singstimme und Klavier op. 207
- ´s Muataglück, op. 208
- ´s letzte Wörtl, op. 209
- Weit von dahoam, op. 210
- Auf der Hochalm, op. 211
- Am Lorenziberg, op. 212
- ´s Gamsjagen, op. 213
- Studentenleben II, op. 214
- In der Ramsau, op. 215
- Wiedersehn beim Diandl für Männerchor, op. 216, 1881
- Übers Stegerl, op. 217
- Erinnerungen an Ischl, op. 219
- Sei still!, op. 220
- Wohin?, op 221
- Der lustige Bua, op. 227
- d’ Wallfahrt, op. 228
- Wann zwa si recht gern hab’n, op. 229
- ´s Trutzwinkerl, op. 232
- Vier steirische Lieder, op. 234
- Die Aussee'r, steirische Tänze op.237 (Digitalisat beim IMSLP)
- Landsturm-Marsch, op. 250 (Digitalisat beim IMSLP)
- Rosegger-Marsch, op.256 (Digitalisat beim IMSLP)
- Buttler-Stubenberg-Marsch op.302 (Digitalisat beim IMSLP)
- Abschied. Incipit: Muass scheiden vom hütterl, bin 's letztemal da. Publiziert in: Steirerlieder für die Jugend, 1913 HR278[9]
- Die Sennerin
- Rosegger-Marsch. Publiziert in einer Bearbeitung von Hans Kliment im Kliment-Verlag[11] Eingespielt auf: Kärntens Militärmusik spielt 20 exzellente Märsche. Militärmusik Kärnten. Ltg.: Sigismund Seidl. Kliment Musikverlag JJK1002, 1993[12]
- ´s Enkerl, Lied